# Morgan Pressel
Morgan Pressel, född 23 maj 1988 i Tampa i Florida, är en amerikansk professionell golfspelare på den LPGA-touren. Hon blev 2007 den yngsta spelaren som någonsin hade vunnit en majortävling.
2001 blev hon som 12-åring den yngsta spelaren som hade kvalificerat sig för US Open. 2005, då hon var 17 år, blev hon tvåa i samma tävling, efter att ha varit en av tre spelare i delad ledning inför den sista rundan. Samma år vann hon North and South Women's Amateur Golf Championship på Pinehurst och den viktigaste amatörtävlingen, U.S. Women's Amateur Golf Championship. Det året utsågs hon till årets juniorspelare i USA. Under sin amatörkarriär vann hon 11 tävlingar.
Pressel blev professionell i januari 2006, efter att ha anhållit hos LPGA om det då hon var 17 år. Enligt LPGA:s regler måste spelarna ha fyllt 18 år, innan de kan bli medlemmar. Hon spelade deltid på touren fram till sin examen i maj 2006. Hon vann sin första seger 2007, i majortävlingen Kraft Nabisco Championship.